# Max von Mayer-Ahrdorff
Maximilian Freiherr Mayer von Wallerstain und Ahrdorff (* 3. Dezember 1845 in Kremsier, Mähren; † 7. Juli 1928 in Possitz) (Pseudonym: Max Mayer-Ahrdorff) war ein katholischer Geistlicher und Dichter.

## Leben und Wirken

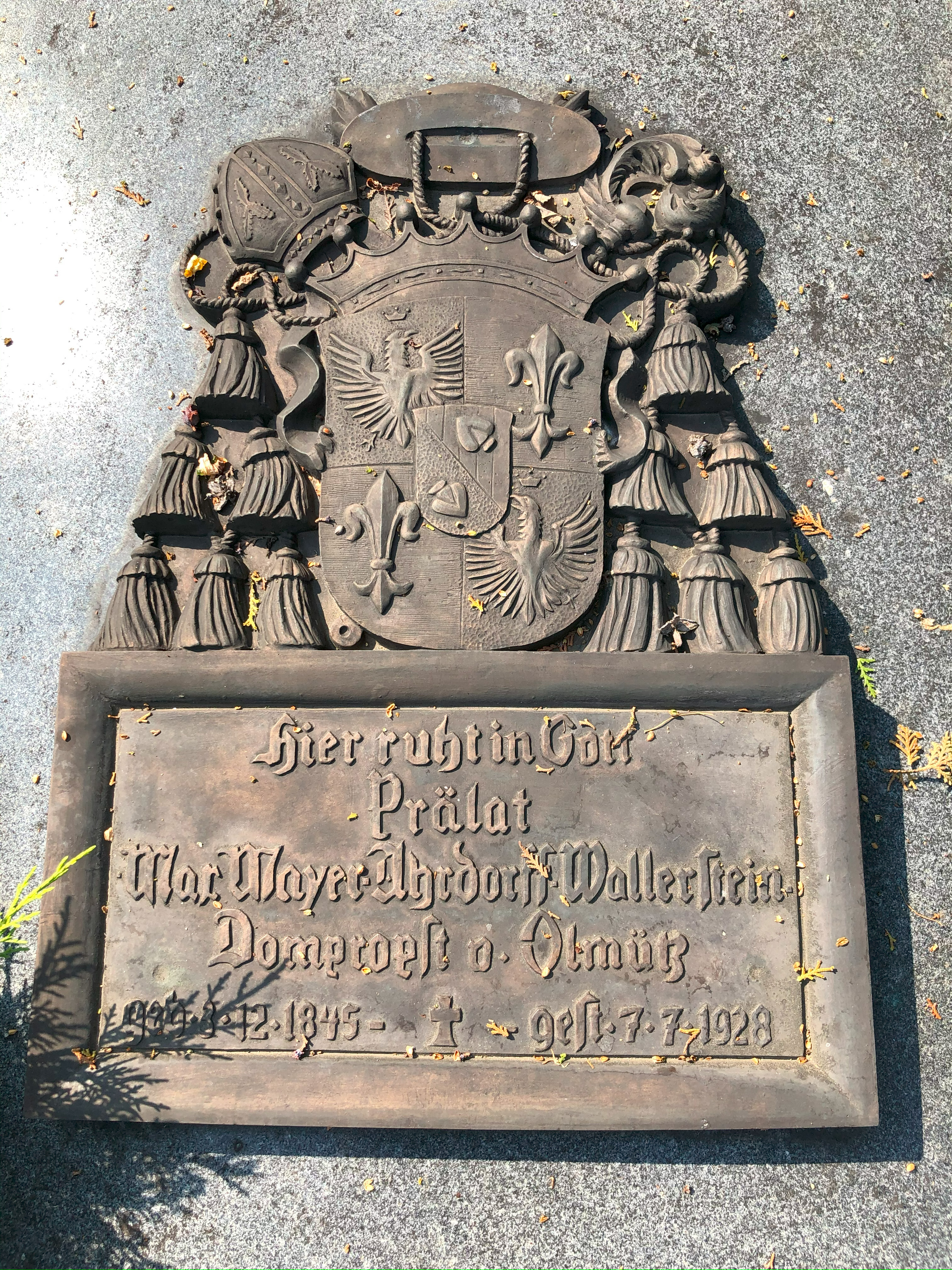
Grabplatte vom Grab des Prälaten Max Mayer-Ahrdorff mit seinem Wappen

Mayer von Wallerstain war der Sohn des Bibliothekars und Archivars Eduard Mayer von Ahrdorff. Er studierte in Olmütz Katholische Theologie. Im Jahr 1868 erhielt er die Priesterweihe, 1899 wurde er Domherr und 1913 Archidiakon des Erzbistums Olmütz.
Den Stoff der meisten seiner Werke entnahm er Schriften aus Mähren. Die Bühnenstücke zeigen seine ethische und religiöse Überzeugung.
Beigesetzt wurde er in einer Gruft auf dem Friedhof von České Křídlovice.

## Werke
- Die Papstwahl Innozenz XIII., 1874
- Unverzichtbare Rechte, 1904
- Judith, eine deutsche Frau auf dem Przemislidenthron, 1921
- Aus Südmährens Deutsch und Latein, 1921
- Sebastian Freytag von Czepiroh, Abt von Klosterbruck bei Znaim (Schauspiel), 1922
- Hinz, der Teufel von der Khaya-Burg (Schauspiel), 1923
- Edwald Bart, der Dorfschmied (Schauspiel), 1923
- Kaiser Sigmunds Tod auf der Burg in Znaim (Schauspiel), 1923
- Uffo aus den Sieben Höfen (Schauspiel), 1924
- Falkmar (Schauspiel), 1924
- Elisabeth von Thüringen (Schauspiel), 1925
- Etel, das Zigeunermädchen (Schauspiel), 1926
- Dietholm Florian (Schauspiel), 1926
- Gerhoh von Eberstain (Schauspiel), 1927
- Sancta Cordula, ihre Legenden und Zeichen der Verehrung (Herausgabe und Geleitwort; Verfasser: Leonhard vom Rhein), 1928